# Where's the Party?
Where's The Party? é o 5º álbum de Eddie Money, lançado em 1983.

## Canções
1. Maybe Tomorrow (Money-Farris-Pasqua-O'Conner) - 4:50
2. Bad Girls (Money-Hitchings) - 3:28
3. Club Michelle (Money-Carter-Froom-Burton) - 4:18
4. Back On The Road (Money-Carter-Sigerson) - 3:03
5. Don't Let Go (Money-Carter-Radica) - 3:56
6. The Big Crash (Money-Hitchings) - 3:40
7. Where's The Party? (Money-Carter) - 4:00
8. Leave It To Me (Money-Hitchings) - 4:06
9. Backtrack (Money) - 6:25

## Singles
- The Big Crash (1983) #54 US
- Club Michelle (1984) #66 US

## Músicos
- Eddie Money - vocais, saxofone nas faixas 1 e 7, piano na faixa 9
- John Nelson - guitarras nas faixas 1, 2, 3, 4, 5, 6 e 7, líder nas faixas 1, 2, 3, 4, 5, 6 e 7
- Steve Farris - guitarras nas faixas 1, 2, 3 e 8, líder na faixa 8
- Frank Linx - guitarra nas faixas 3 e 6, percussão na faixa 1
- Jimmy Lyon - todas as guitarras na faixa 9
- Ralph Carter - baixo, guitarra, nas faixas 6 e 7
- Michael Botts - bateria nas faixas 1, 3, 5 e 6, percussão na faixa 7
- Gary Ferguson - bateria nas faixas 4 e 8
- Gary Mallaber - bateria na faixa 2
- Arte Madeira - bateria na faixa 9
- Randy Nichols - Hammond B3 nas faixas 4, 6 e 9, sintetizadores na faixa 9
- Duane Hitchings - sintetizadores nasfaixas 2, 6, 7 e 8
- Mitchell Froom - sintetizadores nas faixas 3 e 5
- Alan Pasqua - sintetizadores na faixa 1
- Paulinho da Costa - percussão nas faixas 1, 2 e 6